# Герб штату Ріо-де-Жанейро
Герб штату Ріо-де-Жанейро — геральдична емблема та один з офіційних символів бразильського штату Ріо-де-Жанейро.

## Геральдичний опис
- Герб має традиційну для духовенства овальну форму щита. Це символізує християнські цінності жителів Ріо-де-Жанейро. Щит пересічений. У першому синьому півполі, що представляє небо та символізує справедливість, правду та вірність, силует Серра-дус-Органус з вершиною Дедо де Деус. друга частина, що займає чверть висоти щита, зелена, представляє Baixada Fluminense ; а третя частинаскладається із горизонтальної зеленої та синьої смуг, нагадуючи море з пляжами.[2]
- Щит оточений золотою мотузкою, що символізує єдність народу Ріо-де-Жанейро.[2]
- Поміщений угорі орел природного кольору, з розкритими крилами, в позі польоту символізує сильний, чесний і справедливий уряд, носій послання довіри і надії в найвіддаленіші куточки нашої держави; птах стоїть на круглому щиті синього кольору, оздобленому срібною смугою, з написами відповідно: «9 квітня 1892», який з'являється на смузі, нагадуючи про прийняття першої конституції штату Ріо-де-Жанейро, і Recte Rempublicam Gerere («Керуйте державною справою з правдою»), включений до кордону, перекладаючи постійну турботу громадського діяча держави та обтяжений срібною п'ятипроменевою зіркою, що символізує столицю.[2]
- Щит оточують стебло очерету та гілка кави природного кольору, розташовані відповідно ліворуч та праворуч від щита, символізують основні продукти землі.[2]
- Срібний сувій з чорним написом — «STATE do RIO de JANEIRO».[2]
- Клейнод — срібна зірка Бекрукс, яка на національному прапорі символізує штат Ріо-де-Жанейро.[2]

## Історія

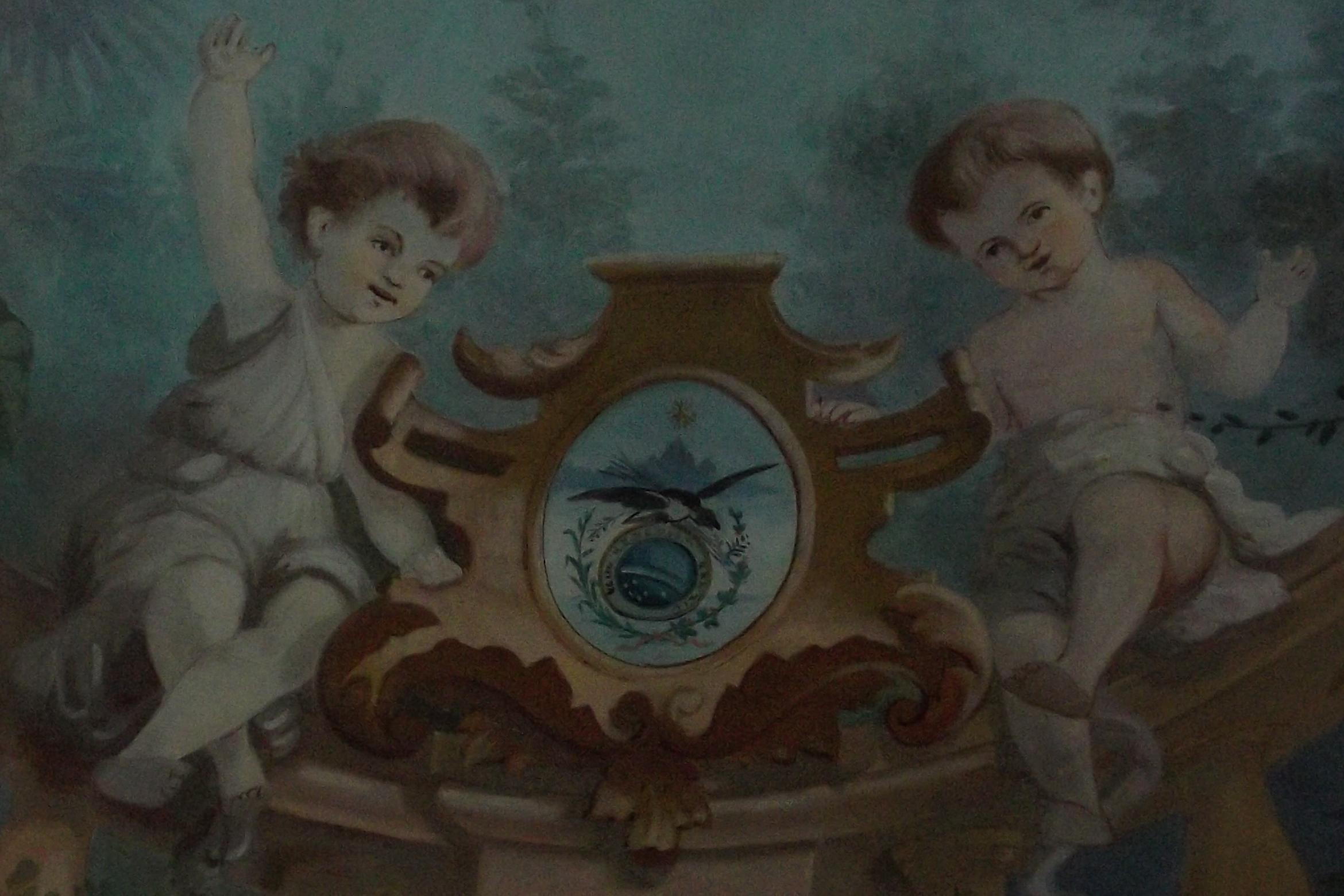
Герб штату Ріо-де-Жанейро в деталях картини на стелі Пленуму Палаціо Амарело, резиденції міської ради Петрополіса, у Ріо-де-Жанейро

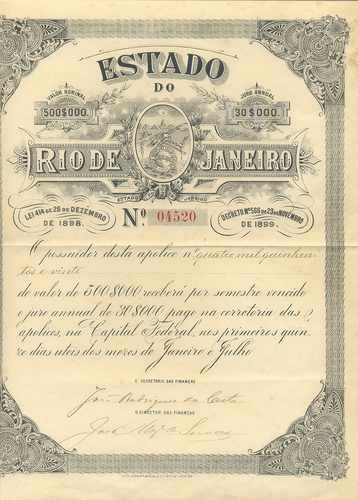
Довідка 1899 року, видана штатом Ріо-де-Жанейро.

Герб штату Ріо-де-Жанейро спочатку був встановлений законом n. 3 від 29 червня 1892 р. Створений інженером Рікардо Онорато Перейра де Карвальо, дизайн прийнятого герба був дуже схожий на поточний — з невеликими відмінностями, такими як кольори, розташування зірки (яка була всередині щита, горами), поза орла.
У 1937 році під час уряду Варгаса була розроблена нова Конституція, яка забороняла символіку штатів. Між 1937 і 1962 роками штат Ріо-де-Жанейро офіційно не мав ні герба, ні прапора.

### Нинішній герб
Сучасна версія герба була створена на прохання губернатора штату генерала Пауло Торреса, про що широко повідомлялося в газетах того часу. Він був започаткований Законом 5 138 від 7 лютого 1963 року та пізніше переглянутий, описаний і витлумачений Законом 5 588 від 5 жовтня 1965 року. Автором рецензії був Альберто Роза Фіораванті, про що свідчать газети того часу.

## Кольори
Уряд штату визначає такі кольори в системі CMYK для виготовлення герба:

Блакитний: 100%   60%   40%
Жовтий: 100%
Червоний: 60%   60%   10%
Сірий: 100%
Чорний: 100%